# Ваздухопловно ратовање
Ваздухопловно ратовање (енгл. Aerial warfare) је употреба војних авиона и других летећих машина у ратовању, као и борбу против њих. Ваздухопловно ратовање укључује:
- бомбардере који нападају непријатељске објекте, концентрацију непријатељских трупа или стратешке циљеве;
- ловачке авионе који се боре за контролу ваздушног простора;
- јуришни авион који се уско усмерава на копнену ваздушну подршку;
- морнаричку авијацију која лети против поморских и оближњих копнених циљева;
- једрилице, хеликоптере и друге летелице за превоз ваздушних снага попут падобранаца;
- ваздушни танкери за допуну горива за продужење времена рада или домета;
- војне транспортне летелице за премештање терета и особља.[2]

Историјски гледано, војне летелице су укључивале балоне лакше од ваздуха који су носили артиљеријске посматраче; ваздушнe бродовe лакше од ваздуха за бомбардовање градова; разне врсте ваздухоплова за извиђање, надзор и рано упозоравање који носе посматраче, камере и радарску опрему; торпедне бомбардере за напад на непријатељске бродове, и војне спасилачке летелице за спас оборених авијатичара. Модерно ваздухоплово ратовање укључује ракете и беспилотне летелице, као и ПВО којом копнене снаге одговарају на непријатељске ваздушне активности.

## Историја
Историја ратног ваздухопловства започела је у древна времена, употребом змајева у древној Кини. У трећем веку је ваздухопловство је напредовало до ступња балонског ратовања.
Авиони су коришћени у ратне сврхе почев од 1911. године, прво за ваздухопловно извиђање, а затим за ваздушне борбе с циљем обарања непријатељских извиђачких авиона. Авиони су наставили да извршавају ове улоге и током Првог светског рата, кад се такође појавила употреба авиона и цепелина за стратешко бомбардовање.
За време Другог светског рата, повећала се употреба стратешког бомбардовања, а дошло је и до увођења ваздушних снага, пројектила и ране прецизно навођене муниције.
Балистичке ракете постале су од кључног значаја током Hладног рата. Оне су биле наоружане нуклеарним бојевим главама, а Сједињене Државе и Совјетски Савез их су складиштиле у великим количинама како би се међусобно одвратиле од употребе. Први војни сателити су коришћени за извиђање током педесетих година прошлог века, а њихова употреба је напредовала до светских комуникационих и информационих система који подржавају глобално дистрибуиране војне кориснике са обавештајним подацима из орбите.

## Ваздушно извиђање
Ваздушно извиђање је извиђање у војне или стратешке сврхе које се спроводи коришћењем извиђачких авиона. Ова улога може да испуни низ захтева, укључујући прикупљање обавештајних података у виду слика, посматрање непријатељских маневара и уочавање артиљерије.

## Ваздушно борбено маневрисање
Ваздушно борбено маневрисање је тактичка уметност кретања, окретања и постављања борбеног авиона како би се постигао положај са којег се може извршити напад на други авион. То се ослања на офанзивно и дефанзивно основно маневрисање ловаца (BFM) да би се стекла предност над противником из ваздуха.

## Стратешко бомбардовање
Стратешко бомбардовање је војна стратегија која се користи у тоталном рату са циљем да се порази непријатељ уништавањем његовог морала или економске способности да производе и транспортују материјал до попришта војних операција, или обоје. Оно је систематски организован и изведен напад из ваздуха који може да користи стратешке бомбардере, ракете дугог или средњег домета или нуклеарно наоружане ловачке бомбардере за напад на циљеве за које се сматра да су од виталног значаја за способност непријатеља за вођење рата.